# Scheffau am Wilden Kaiser
Scheffau am Wilden Kaiser è un comune austriaco di 1 372 abitanti nel distretto di Kufstein, in Tirolo.